# 約翰·威爾遜大樓
約翰·威爾遜大樓（英語：John A. Wilson Building）是美国华盛顿哥伦比亚特区的議會大樓和市長辦公室所在地。約翰·威爾遜大樓在1994年改為現在的名稱，之前曾名為特區大樓。